# 三府龍脈碑

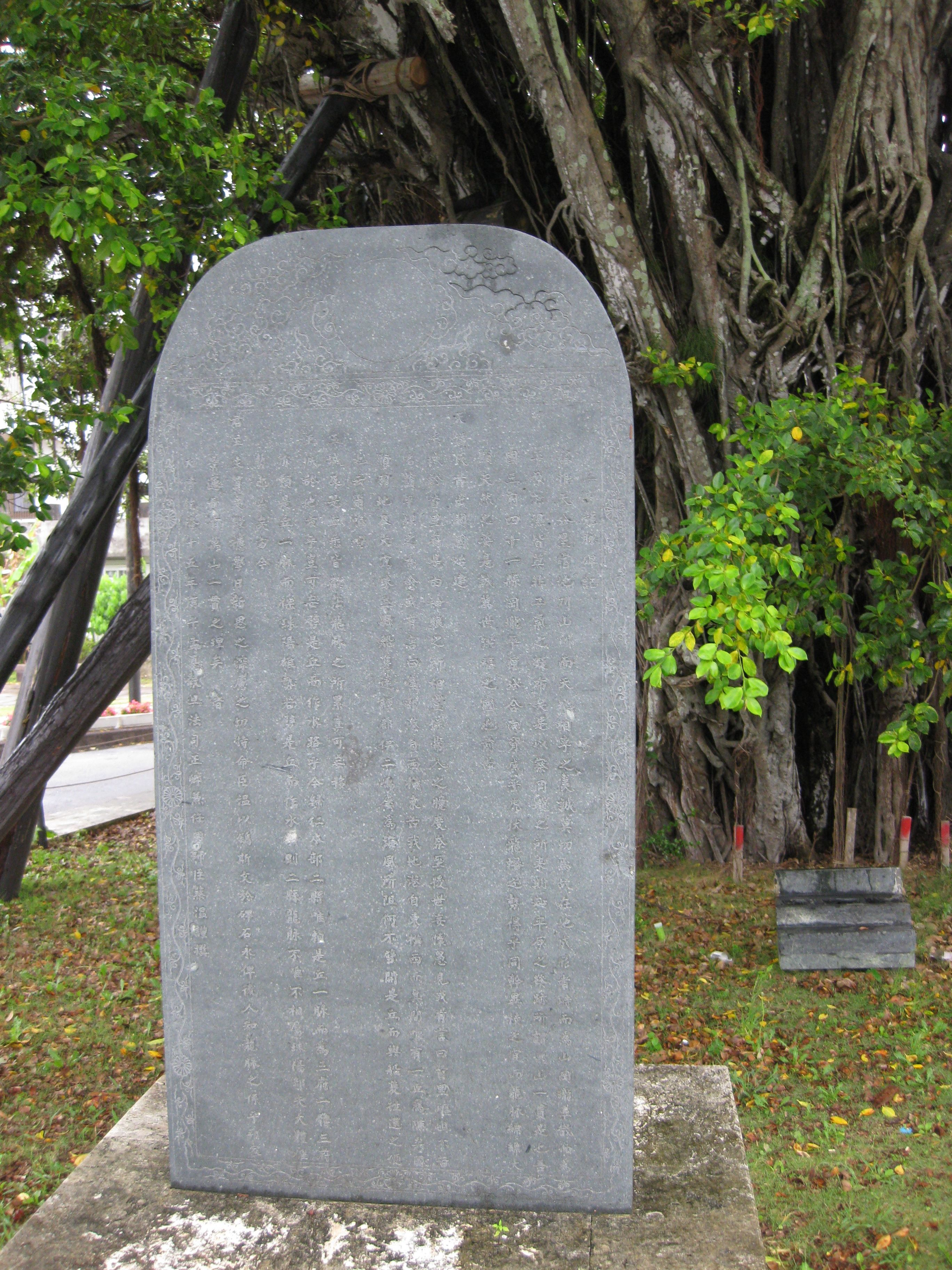
三府龍脈碑（復元）

三府龍脈碑（さんぷりゅうみゃくひ、三府竜脉碑）は、1750年（乾隆15年）、琉球王国の宰相蔡温によって名護（後の沖縄県名護市）に建てられた石碑である。石碑の形状が、地元で屋敷の正門と母屋との間に建てられる魔除けの塀「ヒンプン（屏風）」に似ていることから「ヒンプンシー（屏風石）」とも呼ばれる。碑文は表面に漢文、裏面に和文で書かれている。1991年（平成3年）1月16日に沖縄県の有形文化財（歴史資料）に指定された。

## 建立の経緯
1750年頃の琉球王国は首里（中頭、島尻）と名護（国頭）との間に軋轢があり、首都を首里城から名護へ移すことと、名護湾から羽地内海へ抜ける運河を建設することについて議論があった。これに対して当時の宰相蔡温が自らの考えを風水思想に基づく文言にまとめ、石碑にして示すことで論争の封じ込めを計ったものと考えられている。
1749年（乾隆14年）3月21日に蔡温が言上し、同年夏に撰文し、翌1750年（乾隆15年）夏に碑が建立された。このため和文の年号は言上した乾隆14年となっている。創建当時は現在位置より数十メートル離れた場所にあったとされる。

## 碑文の内容
首里城は琉球王国の創始者が神の眼を以て首都と定めた場所であり安易に遷都すべきではない。琉球王国は国頭府、中頭府、島尻府の三府全体で一体をなす龍のようなものであり、運河を掘ると龍脈が分断され、龍の勢いが削がれてしまう。
全文は以下の通り。

## その後
石碑は重要物として扱われ、1847年、フランスの軍艦が琉球王国を脅かした際には名護番所の役人が盗難を恐れて碑を地下に埋め保護した。
1945年（昭和20年）の沖縄戦で所在不明となり、後に幸地川の河床から破片の一部が発見された。この破片は名護博物館に保管されている。名護の玄関口を守護し歴史的にも貴重な石碑を復元しようという声があがり、1952年6月に当時の名護町町長比嘉宇太郎が復元を検討したものの財政難などのために断念している。
1958年11月に名護町史蹟名勝天然記念物調査保存委員会が発足して復元事業が始められ、1962年に新しい石碑が完成した。石碑の再現にあたって歴史学者東恩納寛惇が保管していた拓本が用いられている。復元された石碑はひんぷんガジュマルの樹下に設置された。